# Eutrichota praepotens
Eutrichota praepotens este o specie de muște din genul Eutrichota, familia Anthomyiidae. A fost descrisă pentru prima dată de Christian Rudolph Wilhelm Wiedemann în anul 1817. Conform Catalogue of Life specia Eutrichota praepotens nu are subspecii cunoscute.